# Monument au Sacré Coeur de Jésus (Tolède)
 (février 2023).
Le monument au Sacré Coeur de Jésus (en espagnol : Monumento al Sagrado Corazón de Jesús) est un édifice religieux de la ville espagnole de Tolède.

## Description
Il est situé en dehors du quartier ancien de la ville de Tolède, face à l'ermitage du Christ de la Vega.
Sa construction a été promue par le cardinal Pedro Segura, qui a proposé son érection en 1930, le projet étant exécuté par l'architecte tolédan Juan García Ramírez[1]. Il a été construit entre 1931 et 1933 en style néo-mudéjar,. La structure et la sculpture qui la termine ont été endommagées pendant la Guerre civile espagnole et ont dû être restaurées.

## Source de traduction
- (es) Cet article est partiellement ou en totalité issu de l’article de Wikipédia en espagnol intitulé « Monumento al Sagrado Corazón de Jesús (Toledo) » (voir la liste des auteurs).